# Земаљски дани теку
Земаљски дани теку је југословенски филм из 1979. за који је сценарио написао и  режирао Горан Паскаљевић.

## Радња
Пензионисани капетан речне пловидбе одлучи да старост проведе у дому за пензионере, верујући да је боље да живи у себи друштву сличних, него да пасивно чека крај.
Својим ведрим духом он у домски живот уноси чар новине и живост.
Међутим, у соби коју дели са човеком сасвим различите природе, тај нови дух није наишао на добродошлицу.
Почињу несугласице, у почетку незнатне, а затим све веће да би достигле свој врхунац у прослави новогодишње ноћи.

## Улоге
| Глумац            | Улога              |
| ----------------- | ------------------ |
| Димитрије Вујовић | Капетан            |
| Обрен Хелцер      | Цимер              |
| Шарлота Пешић     | Старица            |
| Мила Кеча         | Социјална радница  |
| Ратко Милетић     | Капетанов пријатељ |

## Културно добро
Југословенска кинотека је, у складу са својим овлашћењима на основу Закона о културним добрима, 28. децембра 2016. године прогласила сто српских играних филмова (1911—1999) за културно добро од великог значаја. На тој листи се налази и филм "Земаљски дани теку".